# 余慈舫
余慈舫（1884年—1914年），名绍先，諱希靖。金溪县双塘镇竹桥村人。
北平陆军学校毕业，後出国求学。回国后，加入湖北“振武尊心会”。陸續在《商務日報》、《大江日報》發表文章，後任《大汉报》编辑，“筆鋒甚健，而性極剛烈，嫉惡如仇”，“言论极为犀利，对任何人不稍顾忌”。鄂督段芝貴乳名貴狗，曾寫《好惡的狗》之文，挖苦段芝貴，段由此懷恨在心。
1914年7月17日被段芝贵逮入军狱，受尽极刑，刺穿肩骨，8月14日，以“暗助黨人”、“煽惑軍心”等罪名被杀害于汉口满春园。朱钝根《新闻界之一页光荣史》载：“闻先后共斩八刀，始死。盖新闻记者死事之惨，慈舫实为第一人。”